# 莫罗内堡
莫罗内堡（義大利語：Castel Morrone）是意大利卡塞塔省的一个市镇。总面积25平方公里，人口3999人，人口密度160.0人/平方公里（2009年）。ISTAT代码为061026。